# الدوري الإيراني الدرجة الثانية 1975–76
الدوري الإيراني الدرجة الثانية 1975–76 هو موسم من الدوري الإيراني الدرجة الثانية. فاز فيه نادي ماشين سازي.